# 운석 분류
운석 분류(隕石分類, 영어: meteorite classification)의 최종 목적은 하나의 구분이되는 원체를 공유하는 모든 표본을 그룹화하는 것이다. 그것은 행성, 소행성, 달 또는 다른 현재의 태양계의 물체 또는 과거에 존재하였던 것일 수 있다. 그러나 약간의 예외와 함께 이 목적은 현재의 과학이 도달할 수 있는 범위 너머이다. 대개는 우리가 대부분의 태양계의 본질에 관해 부적합한 정보를 지녔기 때문에 그러한 분류를 달성하기 어렵다. 현대의 운석분류는 특정의 열쇠가 되는 물리, 화학, 동위원소와 암석학적인 특성에 의존한다.

## 전통적인 분류 체계
운석은 자주 3가지의 카테고리로 나뉜다. 암석으로 구성되어있으면 콘드라이트, 금속물질이면 철운석 또는 혼합물이면 석질 철운석으로 나뉜다. 이들 분류는 적어도 19세기 초기부터 사용되었지만 유전적인 중요성을 지니지 않았다. 운석 분류는 단지 표본을 나누는 전통적인고 편리한 방법이다. 약간의 철운석은 실리케이트를 포함한다.

## 같이 보기
- 소행성 분광형